# سباستین ارنست (بازیکن فوتبال)
سباستین ارنست (انگلیسی: Sebastian Ernst؛ زادهٔ ۴ مارس ۱۹۹۵) بازیکن فوتبال اهل آلمان است که در پست هافبک بازی می‌کند.
از باشگاه‌هایی که در آن بازی کرده‌است می‌توان به باشگاه فوتبال هانوفر ۹۶ و باشگاه فوتبال ماگدبورگ ۱ اشاره کرد.